# Liste der Bodendenkmäler in Steinach (Niederbayern)
Auf dieser Seite sind die Bodendenkmäler in der niederbayerischen Gemeinde Steinach zusammengestellt. Diese Tabelle ist eine Teilliste der Liste der Bodendenkmäler in Bayern. Grundlage ist die Bayerische Denkmalliste, die auf Basis des Bayerischen Denkmalschutzgesetzes vom 1. Oktober 1973 erstmals erstellt wurde und seither durch das Bayerische Landesamt für Denkmalpflege geführt wird. Die folgenden Angaben ersetzen nicht die rechtsverbindliche Auskunft der Denkmalschutzbehörde.

## Bodendenkmäler der Gemeinde Steinach

### Bodendenkmäler in der Gemarkung Agendorf
| Lage                | Objekt | Akten-Nr.     | Bild |
| ------------------- | --- | ------------- | ---- |
| Agendorf (Standort) | Grabhügel der mittleren Bronzezeit sowie Siedlung des Neolithikums und der frühen Bronzezeit.                                                                | D-2-7041-0047 |      |
| Agendorf (Standort) | Siedlung vorgeschichtlicher Zeitstellung. | D-2-7041-0048 |      |
| Agendorf (Standort) | Siedlung der Bronzezeit oder Urnenfelderzeit und der späten Latènezeit.                                                                                      | D-2-7041-0049 |      |
| Agendorf (Standort) | Siedlung der Bronzezeit. | D-2-7041-0050 |      |
| Agendorf (Standort) | Siedlung vor- und frühgeschichtlicher Zeitstellung. | D-2-7041-0051 |      |
| Agendorf (Standort) | Siedlungen des Neolithikums, der Urnenfelder- und der Latènezeit.                                                                                            | D-2-7041-0052 |      |
| Agendorf (Standort) | Burgstall des Mittelalters. | D-2-7041-0126 |      |
| Agendorf (Standort) | Siedlung vorgeschichtlicher Zeitstellung. | D-2-7041-0127 |      |
| Agendorf (Standort) | Siedlung vor- und frühgeschichtlicher Zeitstellung. | D-2-7041-0128 |      |
| Agendorf (Standort) | Untertägige mittelalterliche und frühneuzeitliche Befunde im Bereich der katholischen Filialkirche St. Stephan in Kapflberg, darunter Gräber bei der Kirche. | D-2-7041-0222 |      |

### Bodendenkmäler in der Gemarkung Münster
| Lage                        | Objekt | Akten-Nr.     | Bild |
| --------------------------- | --- | ------------- | ---- |
| Münster (Standort)          | Station des Mittel- und Jungpaläolithikums. | D-2-7041-0056 |      |
| Münster (Standort)          | Siedlungen vor- und frühgeschichtlicher Zeitstellung, unter anderem des Neolithikums und der Bronzezeit.                                                                                                | D-2-7041-0057 |      |
| Münster (Standort)          | Untertägige mittelalterliche und frühneuzeitliche Befunde im Bereich der katholischen Filialkirche St. Martin in Münster, darunter Spuren der hochmittelalterlichen Vorgängerbebauung und der Friedhof. | D-2-7041-0176 |      |
| Münster (Standort)          | Untertägige mittelalterliche und frühneuzeitliche Befunde im Bereich der katholischen Pfarrkirche St. Tiburtius in Münster, darunter Gräber im Kircheninnenraum.                                        | D-2-7041-0177 |      |
| Münster (Standort)          | Siedlung vor- und frühgeschichtlicher Zeitstellung, unter anderem der Steinzeit. | D-2-7041-0179 |      |
| Münster (Standort)          | Untertägige mittelalterliche und frühneuzeitliche Befunde im Bereich des ehemaligen Klosters Pfaffenmünster in Münster.                                                                                 | D-2-7041-0226 |      |
| Münster (Standort)          | Siedlung vorgeschichtlicher Zeitstellung, unter anderem der Bronzezeit, sowie der Völkerwanderungszeit.                                                                                                 | D-2-7041-0267 |      |
| Münster (Standort)          | Siedlung der (mittleren) Bronzezeit. | D-2-7041-0268 |      |
| Münster Steinach (Standort) | Siedlung des 12.–13. Jahrhunderts. | D-2-7041-0269 |      |

### Bodendenkmäler in der Gemarkung Steinach
| Lage                | Objekt | Akten-Nr.     | Bild |
| ------------------- | --- | ------------- | ---- |
| Steinach (Standort) | Burgstall des hohen und späten Mittelalters. | D-2-7041-0054 |      |
| Steinach (Standort) | Siedlungen der Münchshöfener Gruppe und der späten Hallstattzeit. | D-2-7041-0055 |      |
| Steinach (Standort) | Siedlung des hohen Mittelalters. | D-2-7041-0168 |      |
| Steinach (Standort) | Untertägige mittelalterliche und frühneuzeitliche Befunde im Bereich des Schlosses Steinach, darunter die Schlosskapelle und Spuren der Vorgängerbebauung.                       | D-2-7041-0228 |      |
| Steinach (Standort) | Untertägige mittelalterliche und frühneuzeitliche Befunde im Bereich der katholischen Pfarrkirche St. Michael in Steinach, darunter Bestattungen in der Kirche und der Friedhof. | D-2-7041-0229 |      |
| Steinach (Standort) | Siedlung der Linearbandkeramik. | D-2-7041-0266 |      |
| Steinach (Standort) | Siedlung des Spätmittelalters und der Neuzeit. | D-2-7041-0270 |      |